# Možđenec
Možđenec falu Horvátországban Varasd megyében. Közigazgatásilag Novi Marofhoz tartozik.

## Fekvése
Varasdtól 18 km-re, községközpontjától 2 km-re délre fekszik.

## Története
A település a novi marofi uradalom részeként a 17. században a Patacsich család birtoka volt, egyházilag pedig a madžarevói plébániához tartozott. A birtokot a 18. században az Erdődyek vásárolták meg és 1776-ban a szomszédos Novi Marofon kastélyt építettek. Erdődy Lajos horvátországi birtokait, így Novi Marofot is Károly fia örökölte meg, majd fiai István és Rudolf voltak a birtokosai. Erdődy István 1924-ben örökös nélkül halt meg, de gróf Erdődy Rudolf és felesége Lujza grófnő a környék nagy jótevője volt. 1890-ben Možđenecen a varasdfürdő felé vezető út mellett egy 20 ágyas kicsiny kórházat alapítottak, ahol melegétellel látták el a betegeket. A kórház 1917-ig üzemelt. Az ápoltakról egy orvos gondoskodott, a diakóvári keresztes nővérek segítségével. Fia Rudolf gróf az uradalom utolsó tulajdonosa birtokait eladogatta, illetve szétosztotta az igénylők között.
A falunak 1854-ben 354, 1910-ben 613 lakosa volt. A trianoni békeszerződésig Varasd vármegye Novi Marofi  járásához tartozott. 2001-ben 206 háza és 687 lakosa volt.

## Nevezetességei
Vilenica-barlang védett régészeti terület.

## Külső hivatkozások
- Novi Marof város hivatalos oldala Archiválva 2011. április 16-i dátummal a Wayback Machine-ben
- A madžarevoi plébánia honlapja
- Varasd megye kulturális emlékei[halott link]